# Người bản địa kỹ thuật số
Thuật ngữ Người bản địa kỹ thuật số được đề cập lần đầu tiên trong bài nghiên cứu của Marc Prensky với tựa đề "Digital Natives, Digital Immigrants" (Người bản địa kỹ thuật số và người nhập cư kỹ thuật số) vào năm 2001. Thuật ngữ này thường được sử dụng để mô tả những người sinh ra và sống trong thời đại kỹ thuật số. Những người này cũng thường được gọi với những tên gọi khác như thế hệ Millennials, thế hệ Z, thế hệ Alpha,... việc xác định những thuật ngữ như vậy sẽ giúp xác định tầm quan trọng của công nghệ đối với cuộc sống của những người trẻ tuổi. Tuy nhiên, những người bản địa kỹ thuật số lại đang được dạy bởi những người nhập cư kỹ thuật số do đó việc hiểu rõ những đặc điểm của người bản địa kỹ thuật số sẽ có những ý nghĩa sâu sắc đối với giáo dục cũng như những chính sách liên quan đến nhóm người này.

## Khái niệm
Khái niệm Digital Native có thể được hiểu là người bản địa kỹ thuật số. Theo Prensky, người bản địa kỹ thuật số là những người sinh ra trong thời đại kỹ thuật số và lớn lên cùng với công nghệ mới này, họ sinh ra trong khoảng những thập kỷ cuối của thế kỷ XX. Cuộc sống của những người bản địa kỹ thuật số được bao trùm bởi máy móc, thiết bị công nghệ số như máy tính, điện thoại di động, máy nghe nhạc,... những món đồ này trở thành một phần không thể thiếu trong cuộc sống của họ.
Prensky đã nghiên cứu và khám phá thuật ngữ này dựa trên những nghiên cứu về tâm lý học, cho thấy rằng những sinh viên trong khoảng thời gian đó đã thay đổi cách suy nghĩ của họ so với những người tiền nhiệm của mình. Những thay đổi này theo Tiến sỹ Bruce.D của đại học Y Baylor, đó là những sự thay đổi do môi trường công nghệ cũng như sự tiếp xúc với công nghệ sẽ thay đổi cấu trúc và sự phát triển của não bộ. Những người bản địa kỹ thuật số luôn sống trong môi trường được bao phủ bởi sự phát triển của môi trường công nghệ kỹ thuật số, do đó người bản địa kỹ thuật số có xu hướng thích sự phản hồi nhanh chóng, họ thích quá trình làm việc song song và đa tác vụ cũng như việc truy cập một cách ngẫu nhiên. Họ cũng thường có xu hướng hài lòng tức thì và những phần thưởng được trao thường xuyên. Cùng với đó, những người bản địa kỹ thuật số thích làm việc thông qua các trò chơi điện tử. Prensky định nghĩa thế hệ này là thế hệ của những người bản địa kỹ thuật số, người bản ngữ của ngôn ngữ kỹ thuật số.

## Đặc điểm[3]
Một số những đặc điểm của người bản địa kỹ thuật số:
Thứ nhất, người bản địa kỹ thuật số là những người trực giác. Người bản địa kỹ thuật số tiếp xúc với công nghệ hàng ngày. Do đó, họ có thể thoải mái truy cập vào hầu hết các thiết bị, trang web, nền tảng truyền thông xã hội và tất cả các loại công nghệ khác, tìm ra cách thức hoạt động và sử dụng nó cho phù hợp. Đôi khi, họ có thể cần tham khảo các hướng dẫn hoặc hướng dẫn sử dụng chỉ khi họ không thể tự mình tìm ra. Không chỉ vậy, người bản địa kỹ thuật số thích trực giác tìm ra mọi thứ, họ có thể dễ dàng thực hiện điều tương tự cho thiết kế trang web. Người bản địa kỹ thuật số là một phần của những người đổi mới trực quan và những người chấp nhận sớm, không ngừng nâng cấp công nghệ cho sản phẩm hoặc dịch vụ tốt nhất tiếp theo. Một cách tương đối, những người không phải là người bản địa kỹ thuật số có xu hướng sai lầm khi thận trọng khi nắm bắt các xu hướng công nghệ mới. người bản địa kỹ thuật số nổi tiếng là những người ủng hộ để khiến người khác áp dụng các xu hướng và công nghệ mới sáng tạo. Họ không chỉ đổi mới trong sở thích công nghệ của mình, họ còn tìm kiếm vai trò tại các công ty sáng tạo mà còn phát triển mạnh trong môi trường làm việc năng động, điều này khiến cho sự sáng tạo của họ trở nên trôi chảy.
Thứ hai, khả năng đa nhiệm của người bản địa kỹ thuật số được nâng cao. Để giúp bản thân quản lý nhiều việc cần hoàn thành hàng tuần, đặt lịch mỗi tuần, người bản địa kỹ thuật số đã khá thành công khi sử dụng nhiều loại công cụ trực tuyến, như bộ ứng dụng của Google, Microsoft Outlook, iPhone để liệt kê những công việc, lịch trình vào các ứng dụng đó và ngoài ra còn hàng tấn công cụ khác. Số lượng các hoạt động mà người bản địa kỹ thuật số có thể làm cùng một lúc khiến cho các thế hệ cũ cũng phải khá ngạc nhiên. Người bản địa kỹ thuật số là những người đa năng từ lúc sinh ra, họ có thể nhắn tin, gửi email, chương trình TV ở chế độ nền và duyệt các bản tin Facebook chỉ là một ngày trong cuộc sống của một người bản địa kỹ thuật số. Cần phải nói rằng người bản địa kỹ thuật số cần phải cẩn thận với khả năng đa nhiệm. Với người bản địa kỹ thuật số, rất dễ dàng để thực hiện nhiều việc khác nhau thay vì duy trì các tiêu chuẩn chất lượng với số lượng công việc cần thiết. Tuy nhiên, lập kế hoạch, tổ chức và kỷ luật hiệu quả sẽ đảm bảo rằng người bản địa kỹ thuật số sẽ thành công với khả năng đa nhiệm của họ.
Thứ ba, người bản địa kỹ thuật số là những người thuộc về xã hội. Người bản địa kỹ thuật số luôn nhìn vào điện thoại của họ ở nơi công cộng, họ có thể gặp bạn bè tại một nhà hàng đẹp, chụp ảnh bữa ăn của họ và chia sẻ chúng với tất cả bạn bè không có ở đó để có thể thấy bữa ăn của họ ngon như thế nào. Người bản địa kỹ thuật số được sinh ra để thích ứng với sự thay đổi, vì đó là một phần không thể tránh khỏi của thế giới kỹ thuật số. Họ lớn lên xung quanh máy tính, điện thoại, máy tính xách tay, vv, cho phép họ dễ dàng thích nghi với hầu hết công nghệ. Người bản địa kỹ thuật số có sở thích nói đến các thiết bị cá nhân của riêng mình, Macbook so với PC, IOS so với Android, iPad so với Galaxy Note, và họ có thể điều hướng mọi thứ được đặt trước mặt họ. Khả năng thích ứng của những người người bản địa kỹ thuật số cũng rất cao, khi một ứng dụng mới được phát triển giúp cuộc sống hàng ngày của trở nên dễ dàng hơn, họ sẽ tải xuống ngay, người bản địa kỹ thuật số sẵn sàng thích nghi với bất kỳ công nghệ mới nào làm tăng giá trị. Những người làm kinh doanh, marketing đã xem đây chính là cơ hội của họ, muốn truyền thông tiếp thị một cách thành công đến với thế hệ người bản địa kỹ thuật số thì phải tận dụng triệt để các công cụ mà người bản địa kỹ thuật số thường xuyên sử dụng để chia sẻ với mọi người xung quanh đặc biệt là mạng xã hội.
Thứ tư, người bản địa kỹ thuật số thiếu kiên nhẫn. Người bản địa kỹ thuật số nổi tiếng vì sự thiếu kiên nhẫn và thậm chí là lười biếng. người bản địa kỹ thuật số là những người đã chán ngấy việc độc thân nhưng họ cũng lười ra ngoài để tìm kiếm cho mình một người yêu,thay vào đó họ đã tạo ra một ứng dụng để giúp đỡ. Tinder, Bumble và các ứng dụng hẹn hò khác tồn tại bởi vì tính thiếu kiên nhẫn để vượt qua những rắc rối khi đi ra ngoài nói chuyện với mọi người. Nhu cầu hài lòng tức thì của họ đôi khi có thể gây bất lợi, nhưng các công ty cũng có thể tận dụng sự thiếu kiên nhẫn của người bản địa kỹ thuật số. HubSpot có một tính năng trên các trang web cho phép bạn triển khai tìm kiếm tùy chỉnh trên các trang web được xây dựng trong COS. Bạn nên quan tâm đến điều đó vì nó cho phép mọi người tìm thấy nội dung mà họ đang tìm kiếm nhanh hơn nhiều so với bình thường. Ví dụ: nếu bạn là một công ty có chuyên môn trong một ngành rất kỹ thuật, bạn có thể tạo các bài viết nói về sự phức tạp của ngành đó và thêm chức năng tìm kiếm trang web này. Bằng cách đó mọi người có thể tìm kiếm một thuật ngữ công nghiệp và nhanh chóng định vị nội dung đó. Ngược lại, nếu bạn không xem xét sự thiếu kiên nhẫn của người bản địa kỹ thuật số, bạn có thể mất đi việc kinh doanh tiềm năng. Xu hướng tìm kiếm sự hài lòng tức thì của người bản địa kỹ thuật số có thể dẫn đến doanh số. Nếu bạn làm cho nội dung của bạn dễ tìm, người bản địa kỹ thuật số có thể tìm thấy nội dung của bạn trực tuyến. Và nếu bạn đang thực hiện nội dung của mình đúng cách và cung cấp giá trị cho độc giả, nhiều khả năng họ sẽ coi bạn là một nhà lãnh đạo tư tưởng. Nếu bạn là một doanh nghiệp đang kinh doanh về một mặc hàng nào đó tại một vài cửa hàng, tại sao lại không nghĩ đến kinh doanh thông qua thương mại điện tử. Những người bản địa kỹ thuật số sống khá phụ thuộc và công nghệ, họ nhiều lúc làm biếng đến các cửa hàng để mua sắm mà thay vì đó họ ở nhà, sử dụng các thiết bị thông minh để lên các trang thương mại điện tử hoặc các trang web mua sắm để đặt hàng, việc của họ chỉ là đợi shipper giao hàng đến tận nơi. Doanh thu của bạn có thể tăng đáng kể khi mở rộng kinh doanh trên E-commerce
Thứ năm, người bản địa kỹ thuật số cảm thấy được trao quyền bởi Internet. Hãy dành một chút thời gian và suy nghĩ về việc Internet tuyệt vời như thế nào. Internet Live Stats là trang web được tạo bởi các nhà phát triển, nhà nghiên cứu, nhà phân tích và các loại mọt sách khác để giới thiệu số liệu thống kê thời gian thực của Internet. Tính đến thời điểm hiện tại (5:00 PM MST Thứ năm, ngày 21 tháng 11 năm 2017) 3,787 tỷ người đang trực tuyến, có 1,294 tỷ trang web và đã có 3,890 tỷ lượt tìm kiếm đáng kinh ngạc của Google (không đề cập đến Yahoo!, Bing và search enginges (công cụ tìm kiếm) quốc tế khác). Nếu bạn chưa kiểm tra Internet Live Stats trước đó, bạn chắc chắn nên thử. Internet đã trao quyền cho người bản địa kỹ thuật số để có thể làm một số điều tuyệt vời. Hãy suy nghĩ về tất cả những người giao dịch ngoài kia đã có thể gặp rủi ro đáng kinh ngạc và bắt đầu công ty riêng của họ. Người bản địa kỹ thuật số làm việc chăm chỉ này có thể kết nối với các chuyên gia khác trên thế giới nhờ Internet. Địa lý không cản trở sự đổi mới. người bản địa kỹ thuật số đang hoạt động đáng chú ý trong cộng đồng trực tuyến. Họ tham gia với các cá nhân có cùng chí hướng khác trên Internet, thông qua các nền tảng xã hội, blog và diễn đàn, cho phép cộng tác sâu sắc với những người khác. Thông qua sự tham gia này, họ thúc đẩy việc tạo ra một nền văn hóa tập thể, phụ thuộc lẫn nhau. Thời đại kỹ thuật số chỉ nâng cao khả năng hợp tác của người bản địa kỹ thuật số và sẽ tiếp tục làm như vậy trong tương lai.
Người bản địa kỹ thuật số đang trực giác giải quyết các vấn đề trên khắp thế giới và họ sẽ không chậm lại bất cứ lúc nào. Bản chất thiếu kiên nhẫn và luôn đa nhiệm của người bản địa kỹ thuật số có thể cản trở, nhưng chỉ khi cho phép những phiền nhiễu cản trở sự tập trung của họ. Nó cũng giúp chủ động lên kế hoạch làm thế nào để tiêu hao năng lượng tinh thần và thể chất. người bản địa kỹ thuật số có thể giúp người di cư kỹ thuật số và những người không có nguồn gốc từ công nghệ điều hướng các khía cạnh quá phức tạp của công nghệ và Internet.

## Phân loại[4]
Không phải tất cả người bản địa kỹ thuật số đều giống nhau. Hầu hết người bản địa kỹ thuật số là người am hiểu công nghệ nhờ vào việc họ được sinh ra xung quanh công nghệ, những người khác làm không có sở trường về công nghệ và máy tính, hoặc thậm chí có sở thích hoặc thiên hướng tìm hiểu thêm.
Người bản địa kỹ thuật số được chia thành ba nhóm chính:

### Nhóm người trốn tránh:
Một số người trẻ tuổi, mặc dù họ được sinh ra trong thế hệ kỹ thuật số, không cảm nhận được sự liên kết với các công nghệ kỹ thuật số và không giống như hầu hết bạn bè của họ, họ không thích thú với Facebook, mạng xã hội, thương mại điện tử... Thành viên của nhóm này sử dụng điện thoại di động, nhưng không có email, tài khoản Facebook hoặc Twitter và thậm chí có thể không có Internet truy cập tại nhà. Họ có thể có một điện thoại đời cũ và không nhắn tin.

### Nhóm người theo chủ nghĩa tối giản:
Nhóm người theo chủ nghĩa tối giản nhận ra rằng công nghệ là một phần của thế giới ngày nay và họ cố gắng tham gia một cách tối thiểu nhất và chỉ khi họ nhận thấy thực sự cần thiết. Họ chỉ truy cập Google để tìm kiếm thông tin khi họ phải mua trực tuyến và không thể mua tại cửa hàng. Mặc dù họ có thể có tài khoản Facebook, nhưng họ chỉ có thể truy cập một lần mỗi ngày hoặc vài ngày một lần. Họ sẽ hỏi đường đến nhà của một người bạn thay vì chỉ đơn giản là nhận địa chỉ và tìm kiếm nó trên Google Map. Nếu thực sự cần thiết, họ sẽ sử dụng Skype hoặc một hệ thống GPS, nhưng họ không muốn làm như vậy.

### Nhóm người tham gia nhiệt tình:
Nhóm người tham gia nhiệt tình chiếm hầu hết trong những người bản địa kỹ thuật số. Họ tận hưởng và tham gia nhiệt tình vào các công nghệ và tiện ích. Họ tương tác trên Facebook cả ngày, tất cả đều trực tuyến (YouTube, xem chương trình TV hoặc phim trực tuyến, Facebook, lướt web, v.v.) cả ngày hoặc nhiều lần trong ngày. Khi họ muốn biết thông tin gì đó - chẳng hạn như bản dịch ngôn ngữ, chỉ đường đến một bữa tiệc, cách đánh vần từ - điều đầu tiên họ làm là truy cập Google. Nhóm này khó tiếp cận qua điện thoại hơn là qua các phương thức trực tuyến. Họ hướng vào các giao tiếp tức thời, liên tục và sở hữu điện thoại thông minh hoặc iPad để truy cập liên tục vào Web.
Các thành viên trẻ tuổi của nhóm này thích nhắn tin hơn là gửi email. Nói chung, thế hệ trẻ ngày càng ít khi viết theo cách thức chuyên nghiệp. Điều này dẫn đến sự khác biệt về kỹ thuật số ở nhà, trường học, nơi làm việc hoặc bất kỳ nơi nào cùng có những Digital Immigrant. Những người tham gia nhiệt tình này bao gồm các game thủ và những người đầu tiên xếp hàng mua iPad, iPhone,.... Tất cả trong số họ tìm thấy niềm vui công nghệ, và tận hưởng những công nghệ mới nhất.

## Bài viết liên quan
- Thế hệ Z
- Truyền thông tiếp thị
- Thương mại điện tử
- Digital Immigrant
- Sự khác biệt giữa người nhập cư kỹ thuật số và người bản địa kỹ thuật số
- Internet Live Stats